# CD 치바스 USA
클럽 데포르티보 치바스 USA(Club Deportivo Chivas USA)는 캘리포니아주 로스앤젤레스를 연고지로 하던 미국의 프로 축구 클럽이었다. 약칭 치바스 USA(Chivas USA)로 널리 통용되었다.

## 역사
2004년 창단하여 2004년부터 2014년까지 메이저 리그 사커에 참가하였다.
2007년 MLS 서포터즈 실드 준우승을 달성하였으며 2008-09 CONCACAF 챔피언스리그에 출전하였으나 파나마의 타우로 FC와 홈에서 1-1로 비기고 원정에서 2-0으로 져서 조별 라운드에 진출하지 못하였다.

## 수상
- MLS 서부 콘퍼런스 (정규 시즌)
  - 우승 (1): 2007

## 홈경기장
| 경기장          | 사용 기간       | 장소                    | 팀명          | 비고                                                |
| --------------- | --------------- | ----------------------- | ------------- | --------------------------------------------------- |
| 스텁헙 센터     | 2005년 ~ 2014년 | 캘리포니아주 카슨       | CD 치바스 USA | 빈칸                                                |
| 하더 스타디움   | 2006년          | 캘리포니아주 샌타바버라 | CD 치바스 USA | US 오픈컵때 사용했다.                               |
| 타이탄 스타디움 | 2008년, 2010년  | 캘리포니아주 풀러턴     | CD 치바스 USA | US 오픈컵 2경기를 했다. 북미 수페르리가때 사용했다. |

## 역대 감독
| 감독        | 임기 |
| ----------- | ---- |
| 밥 브래들리 | 2006 |

## 같이 보기
- CD 과달라하라